# Torneo Clasificatorio Preolímpico de Béisbol de las Américas 2021
El Torneo  Clasificatorio Preolímpico de las Américas, es una competición de béisbol organizada por la Confederación Mundial de Béisbol y Softball (WBSC) que se desarrolla del 31 de mayo al 5 de junio de 2021  en el estado de Florida, Estados Unidos. Se trata de un evento eliminatorio para la competición  olímpica de la disciplina en la que participan las federaciones afiladas a la Confederación Panamericana de Béisbol (COPABE). 
La competición otorga un cupo directo para la cita olímpica de Tokio  y dos cupos al Torneo de Béisbol Clasificatorio Final a celebrarse en Puebla, México.

## Equipos participantes.
En el torneo de las Américas participan un total de 8 equipos. Los equipos de América que fueron parte del último torneo  Premier 12 2019 están clasificados al torneo preolímpico, México, USA, Cuba, Venezuela, República Dominicana, Puerto Rico y Canadá. Al mismo se suman el/los equipos con mejor posición en el torneo de béisbol de los Juegos Panamericanos de Lima 2019 y que no hayan participado del Premier 12
El equipo de México logró clasificarse al Torneo Olímpico de Tokio, esto excluye a México de participar en el Torneo de las Américas, lo cual permitió que fueran dos los equipos clasificados por la vía del torneo de los Juegos Panamericanos. Estos dos equipos fueron Nicaragua, tercer lugar y Colombia, cuarto lugar.

#### Estadios

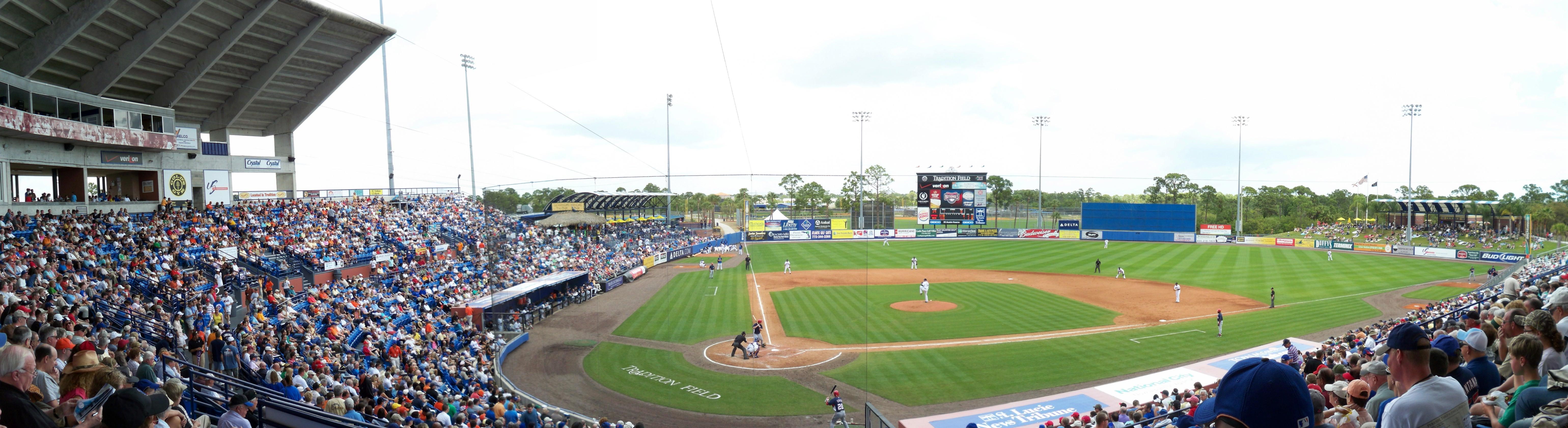
Sede principal. Clover Park.

## Organización

### Sedes

#### Estadios[2]
- Clover Park, St. Lucie, USA
- The Ballpark of the Palm Beaches,

### Grupos y Formato del Torneo.

#### Grupos.
Los 8 equipos se agruparon en dos grupos A y B, cada grupo de 4 equipos. Para determinar la división de los grupos se utilizó el WBSC Ranking 2021.
| GRUPO A              | GRUPO A       |           | GRUPO B       | GRUPO B |
| EQUIPO               | CLASIFICACIÓN | EQUIPO    | CLASIFICACIÓN |         |
| -------------------- | ------------- | --------- | ------------- | ------- |
| Estados Unidos       | # 2           | Cuba      | # 7           |         |
| República Dominicana | #10           | Venezuela | #8            |         |
| Puerto Rico          | #11           | Canadá    | #13           |         |
| Nicaragua            | #15           | Colombia  | #14           |         |

#### Formato de Competición.

##### Ronda Regular.
En cada grupo A y B, los equipos realizaran un ronda regular a una vuelta contra rivales de su mismo grupo, un total de 3 juegos cada equipo. Los dos equipos por grupo con mejor clasificación avanzaran a la super ronda. Los equipos que avancen arrastraran a la super ronda el resultado contra el otro equipo de su grupo que también haya avanzado.
Los equipos con mejor clasificación previa tendrán ventaja de jugar 2 de 3 partidos en condición de local.

##### Super Ronda.
Los 4 equipos que avancen a la super ronda, se enfrentaran  contra los equipos del grupo contrario, en total dos partido en esta ronda. Estos dos resultados sumados al resultado que arrastren de la ronda regular determinará la clasificación de la super ronda y del torneo.
Los equipos que se hayan clasificado primeros de grupo en la ronda regular jugarán su partido contra en segundo lugar del otro grupo en condición de local. En el caso de los enfrentamientos entre los dos primeros o los dos segundos de cada grupo la condición de local la tendrá el equipo con mejor clasificación previa.
El equipo con mejor clasificación al terminar la super ronda, clasificará a la competición olímpica de Tokio, los equipos que alcancen la segunda y tercera posición clasificaran al torneo clasificatorio final.

### Criterios de desempate.
Los dos primero criterios de desempate son:
- Empate simple entre dos equipos, se determina por el enfrentamiento directo entre los equipos empatados.
- Empate entre 3 o 4 equipos, las posiciones se determinaran por el orden del balance de calidad del equipo (TQB por sus siglas en inglés), tomando en cuenta los partidos realizados entre los equipos empatados.

## Calendario, Resultados y Posiciones.

### Ronda Regular.
| Grupo A              | Grupo A            | Grupo A            | Grupo A              | Grupo A            |                    | Grupo B            | Grupo B            | Grupo B            | Grupo B            | Grupo B |
| Puerto Rico          | 2                  |                    | Estados Unidos       | 7                  | Venezuela          | 6                  |                    | Colombia           | 0                  |         |
| República Dominicana | 5                  | Nicaragua          | 1                    | Cuba               | 5                  | Canadá             | 7                  |                    |                    |         |
| 31 de mayo de 2021   | 31 de mayo de 2021 | 31 de mayo de 2021 | 31 de mayo de 2021   | 31 de mayo de 2021 | 31 de mayo de 2021 | 31 de mayo de 2021 | 31 de mayo de 2021 | 31 de mayo de 2021 | 31 de mayo de 2021 |         |
| Nicaragua            | 7                  |                    | República Dominicana | 6                  | Colombia           | 2                  |                    | Canadá             | 6                  |         |
| Puerto Rico          | 6                  | Estados Unidos     | 8                    | Venezuela          | 3                  | Cuba               | 5                  |                    |                    |         |
| 1 de junio de 2021   | 1 de junio de 2021 | 1 de junio de 2021 | 1 de junio de 2021   | 1 de junio de 2021 | 1 de junio de 2021 | 1 de junio de 2021 | 1 de junio de 2021 | 1 de junio de 2021 | 1 de junio de 2021 |         |
| Nicaragua            | 3                  |                    | Puerto Rico          | *                  | Cuba               | 16                 |                    | Canadá             | 0                  |         |
| República Dominicana | 13                 | Estados Unidos     |                      | Colombia           | 3                  | Venezuela          | 5                  |                    |                    |         |
| 2 de junio de 2021   | 2 de junio de 2021 | 2 de junio de 2021 | 2 de junio de 2021   | 2 de junio de 2021 | 2 de junio de 2021 | 2 de junio de 2021 | 2 de junio de 2021 | 2 de junio de 2021 | 2 de junio de 2021 |         |

- El partido Puerto Rico vs Estados Unidos fue cancelado por condiciones climáticas.★

### Posiciones.
| Group A | Group A               | Group A | Group A | Group A | Group A |
| #       | Equipo                | JG      | JP      | PCT     | JD      |
| ------- | --------------------- | ------- | ------- | ------- | ------- |
| 1       | Estados Unidos ★      | 2       | 0       | 1.000   | 0       |
| 2       | República Dominicana★ | 2       | 1       | .667    | 0.5     |
| 3       | Nicaragua             | 1       | 3       | .333    | 1.5     |
| 4       | Puerto Rico           | 0       | 2       | .000    | 2.0     |

| Grupo B | Grupo B     | Grupo B | Grupo B | Grupo B | Grupo B |
| #       | Equipo      | JG      | JP      | PCT     | JD      |
| ------- | ----------- | ------- | ------- | ------- | ------- |
| 1       | Venezuela ★ | 3       | 0       | 1.000   | 0       |
| 2       | Canadá ★    | 2       | 1       | .667    | 0.5     |
| 3       | Cuba        | 1       | 2       | .333    | 2.0     |
| 4       | Colombia    | 0       | 3       | .000    | 2.0     |

★ Clasificados a Super Ronda

### Super Ronda
| República Dominicana | 14 |                | Canadá    | 1 |
| Venezuela            | 4  | Estados Unidos | 10        |   |
| 4 de junio de 2021   |    |                |           |   |
| Canadá               | 5  |                | Venezuela | 2 |
| República Dominicana | 6  | Estados Unidos | 4         |   |
| 5 de junio de 2021   |    |                |           |   |

### Posiciones de Super Ronda.
| Group A | Group A               | Group A | Group A | Group A | Group A |
| #       | Equipo                | JG      | JP      | PCT     | JD      |
| ------- | --------------------- | ------- | ------- | ------- | ------- |
| 1       | Estados Unidos★       | 3       | 0       | 1.000   |         |
| 2       | República Dominicana★ | 2       | 1       | .666    | 1       |
| 3       | Venezuela★            | 1       | 2       | .500    | 2       |
| 4       | Canadá                | 0       | 3       | .000    | 3       |

★Clasificado a Olimpiadas ★Clasificado a repechaje.

### Posiciones Finales.
| Posición | Equipo               | JG | JP | PCT  |                      |
| -------- | -------------------- | -- | -- | ---- | -------------------- |
| 1        | Estados Unidos       | 5  | 0  | 1000 | Clasificado a Tokio  |
| 2        | República Dominicana | 4  | 1  | .800 | Clasificado a Puebla |
| 3        | Venezuela            | 3  | 2  | .600 | Clasificado a Puebla |
| 4        | Canadá               | 2  | 3  | .400 | Eliminado en SR      |
| 5        | Cuba                 | 1  | 2  | .333 | Eliminado en RR      |
| 6        | Nicaragua            | 1  | 2  | .333 | Eliminado en RR      |
| 7        | Puerto Rico          | 0  | 2  | .000 | Eliminado en RR      |
| 8        | Colombia             | 0  | 3  | .000 | Eliminado en RR      |

### Jugadores destacados.

| Líderes Individuales. | Líderes Individuales. | Líderes Individuales.              | Líderes Individuales. | Líderes Individuales. | Líderes Individuales. | Líderes Individuales.              | Líderes Individuales. | Líderes Individuales. |
| --------------------- | --------------------- | ---------------------------------- | --------------------- | --------------------- | --------------------- | ---------------------------------- | --------------------- | --------------------- |
| Bateadores            | Bateadores            | Bateadores                         |                       |                       | Lanzadores            | Lanzadores                         | Lanzadores            | Lanzadores            |
|                       | Jugador               | Equipo                             | Total                 | Jugador               | Jugador               | Equipo                             | Total                 |                       |
| Promedio de bateo     | Jeisón Guzmán         | Bandera de la República Dominicana | 571                   | Destacado             | Mattthew Liberatore   | Bandera de Estados Unidos          |                       |                       |
| Carreras Impulsadas   | Juan Francisco        | Bandera de la República Dominicana | 9                     | Ponches               | Raúl Valdés           | Bandera de la República Dominicana | 12                    |                       |
| Carreras Impulsadas   | Julio Rodríguez       | Bandera de la República Dominicana | 7                     | Ponches               | Yariel Rodríguez      | Bandera de Cuba                    | 11                    |                       |
| Carreras Impulsadas   | Julio Rodríguez       | Bandera de la República Dominicana | 7                     | Ponches               | Joe Ryan              | Bandera de Estados Unidos          | 10                    |                       |
| HR                    | Juan Francisco        | Bandera de la República Dominicana | 4                     |                       |                       |                                    |                       |                       |
| HR                    | Luis Liberato         | Bandera de la República Dominicana | 3                     |                       |                       |                                    |                       |                       |
| HR                    | Hernán Pérez          | Bandera de Venezuela               | 3                     |                       |                       |                                    |                       |                       |